# Wonnitz
Wonnitz ist ein weilerartiger Ortsteil der Stadt Dornburg-Camburg im Saale-Holzland-Kreis in Thüringen.

## Geschichte
Die bei W. Kahl angegebene Ersterwähnung am 13. Juli 1271. bezieht sich auf eine fehlerhafte Zuordnung durch Otto Dobenecker in seinem Urkundenwerk. Dobenecker wiederum hat es von Paul Dietze und seiner Geschichte des Klosters Lausnitz, in der "Wunzich" steht. Dies bezieht sich vielmehr auf die Wüstung Wunschitz bei Graitschen auf der Höhe.
Die älteste sichere Urkunde für Wonnitz stammt aus dem Jahre 1278. Hier wird eindeutig Wunniz im Zusammenhang mit Volkmar von Camburg und dem Kloster Eisenberg genannt. Die nächste Erwähnung erfolgt im Jahre 1286, in der ein weiteres Gut in Wonnitz dem Kloster Eisenberg vermacht wird. Das bislang älteste noch erhaltene Verzeichnis der Einwohner der Stadt geht auf das erste Drittel des 15. Jahrhunderts zurück.
Kirchlich zählte Wonnitz als eingepfarrtes Dorf zur Pfarrei St. Petersberg nördlich Camburg, bis diese in den 1530er Jahren Filiale von Camburg und Ende des 16. Jh. aufgelöst wurde. Im 17. Jh. ist Wonnitz direkt nach Camburg gepfarrt und gehört heute noch dazu. Eine eigene Kirche hat der Ort nicht.
Wonnitz gehörte zum wettinischen Amt Camburg, welches aufgrund mehrerer Teilungen im Lauf seines Bestehens unter der Hoheit verschiedener Ernestinischer Herzogtümer stand. 1826 kam der Ort als Teil der Exklave Camburg vom Herzogtum Sachsen-Gotha-Altenburg zum Herzogtum Sachsen-Meiningen. Von 1922 bis 1939 gehörte der Ort zur Kreisabteilung Camburg.
Am 1. Juli 1950 wurde Wonnitz nach Zöthen eingemeindet. Heute ist es ein Ortsteil der Stadt Dornburg-Camburg.